# Life in a Day
Pour le film documentaire de 2011, voir Un jour dans la vie.
Albums de Simple Minds
Real to Real Cacophony
(1979)
Life in a Day est le premier album studio des Simple Minds, sorti en avril 1979. Premier succès dans le Top 40 britannique.

## Liste des titres
Toutes les chansons sont écrites et composées par Jim Kerr et Charles Burchill.
| No  | Titre                | Durée |
| --- | -------------------- | ----- |
| 1.  | Someone              | 3:43  |
| 2.  | Life in a Day        | 4:06  |
| 3.  | Sad Affair           | 2:46  |
| 4.  | All for You          | 2:51  |
| 5.  | Pleasantly Disturbed | 7:59  |
| 6.  | No Cure              | 3:35  |
| 7.  | Chelsea Girl         | 4:35  |
| 8.  | Wasteland            | 3:46  |
| 9.  | Destiny              | 3:39  |
| 10. | Murder Story         | 6:18  |

## Simples extraits
- Life in a Day
- Chelsea Girl

## Membres de la formation originale 1978-1981
- Jim Kerr - Voix
- Charlie Burchill - Guitares, Saxophone, Violon
- Michael MacNeil - Claviers
- Derek Forbes - Basse
- Brian McGee - Batterie